# Bagaraatan
Bagaraatan was een 3-3,5 meter lang geslacht van theropode dinosauriërs dat tijdens het late Krijt, meer bepaaldelijk tijdens het Maastrichtien, in het gebied van het huidige Mongolië leefde.

## Vondst en naamgeving
Het holotype (ZPAL MgD-I/108) werd in 1996 door Halszka Osmólska tot Bagaraatan benoemd. De typesoort en enige soort is Bagaraatan ostromi. De geslachtsnaam is afgeleid van het Mongools baga, "klein", en araatan, "jager". De soortaanduiding eert paleontoloog John Ostrom.
Het holotype werd in 1970 door Zofia Kielan-Jaworowska tijdens een Mongools-Poolse uitgraving in de Nemegtformatie van Mongolië ontdekt. Het zandgesteente van deze lagen stamt waarschijnlijk uit het middelste Maastrichtien en is dus ongeveer 67 miljoen jaar oud. Deze tijdsbepaling is echter niet helemaal zeker. Alle gevonden botten waren sterk geërodeerd. Eenentwintig van de vijfentwintig gevonden staartwervels konden als serie gevonden worden.
In 2024 concludeerde een studie dat het holotype een jong dier betrof.

### Fossiel materiaal
Het fossiel materiaal omvat de volgende elementen:

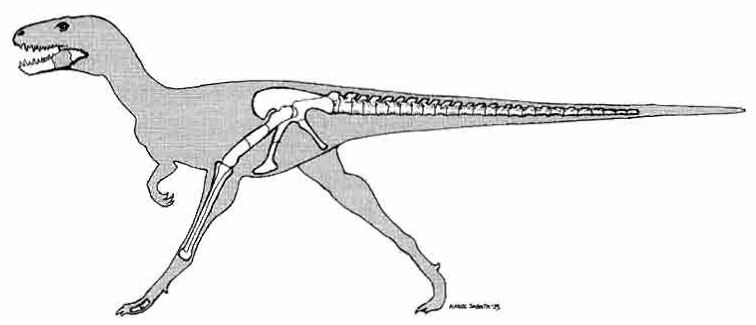
Het typemateriaal; de poot hoort er in feite niet bij

- Een beschadigde linkeronderkaak, waarbij het middelste deel en de tandkronen ontbraken.
- Vijfentwintig staartwervels van het middelste en voorste deel van de staart en bovendien enkele chevrons, onderste uitsteeksels van de staartwervels.
- Enkele botten van het bekken inclusief de achterste bladen van het linker- en rechterdarmbeen, en de bovenste helft van het linkerschaambeen samen met een stuk linkerzitbeen dat de onderrand van het heupgewricht vormde.
- Een groot deel van de linkerachterpoot, waarbij de voet echter ontbrak op de teenkootjes II-2 en IV-1 na. In 2024 werd geconcludeerd dat deze poot niet bij de rest van de botten hoorde maar aan een of ander lid van de Caenagnathidae kon worden toegewezen. De andere botten werden aangewezen als lectotype.

## Beschrijving en levenswijze
Bagaraatan was drie à drieënhalve meter lang en had een heuphoogte van ongeveer een meter. Daarmee is hij zo groot als grote Deinonychus-exemplaren. De mate van vergroeiing van de botten leek in eerste instantie aan te duiden dat het holotype een volwassen of zelfs oud exemplaar is. Dat werd in 2024 gecorrigeerd. Het gaat om een jong dier, een van de kleinste juveniele exemplaren die van de tyrannosauriden bekend zijn. 
De lengte van de onderkaak wordt op drieëntwintig à vierentwintig centimeter geschat. De onderkaak was achteraan massief, maar vooraan slank. De heupen waren erg gespierd, de benen waren slank. Dit wijst op een snelle, wendbare jager of aaseter. Volgens Osmólska was de staart van Bagaraatan, net als bij Deinonychus over het algemeen stijf en enkel beweeglijk bij de basis.
Osmólska wist enkele onderscheidende eigenschappen vast te stellen. In de onderkaak is een antarticulare aanwezig. De voorste staartwervels hebben voorste gewrichtsuitsteeksels die op hun buitenste zijkant een groeve in de lengterichting hebben lopen. Het achterblad van het darmbeen heeft op de buitenste zijkant twee grote groeven lopen. Op de bovenkant van het dijbeen zijn de trochanter major en de trochanter minor slechts onduidelijk gescheiden. Vóór de trochanter minor bevindt zich nog een bijkomende trochanter. Achter de trochanter major bevindt zich een trochanter posterior. De kam op het scheenbeen aan de kant van het kuitbeen is krachtig ontwikkeld. Van boven bezien is het scheenbeen breder zijdelings gemeten dan het van voor naar achteren lang is. Onderaan het onderbeen zijn het scheenbeen en het kuitbeen vergroeid met de bovenste enkelbeenderen, het sprongbeen en het calcaneum.

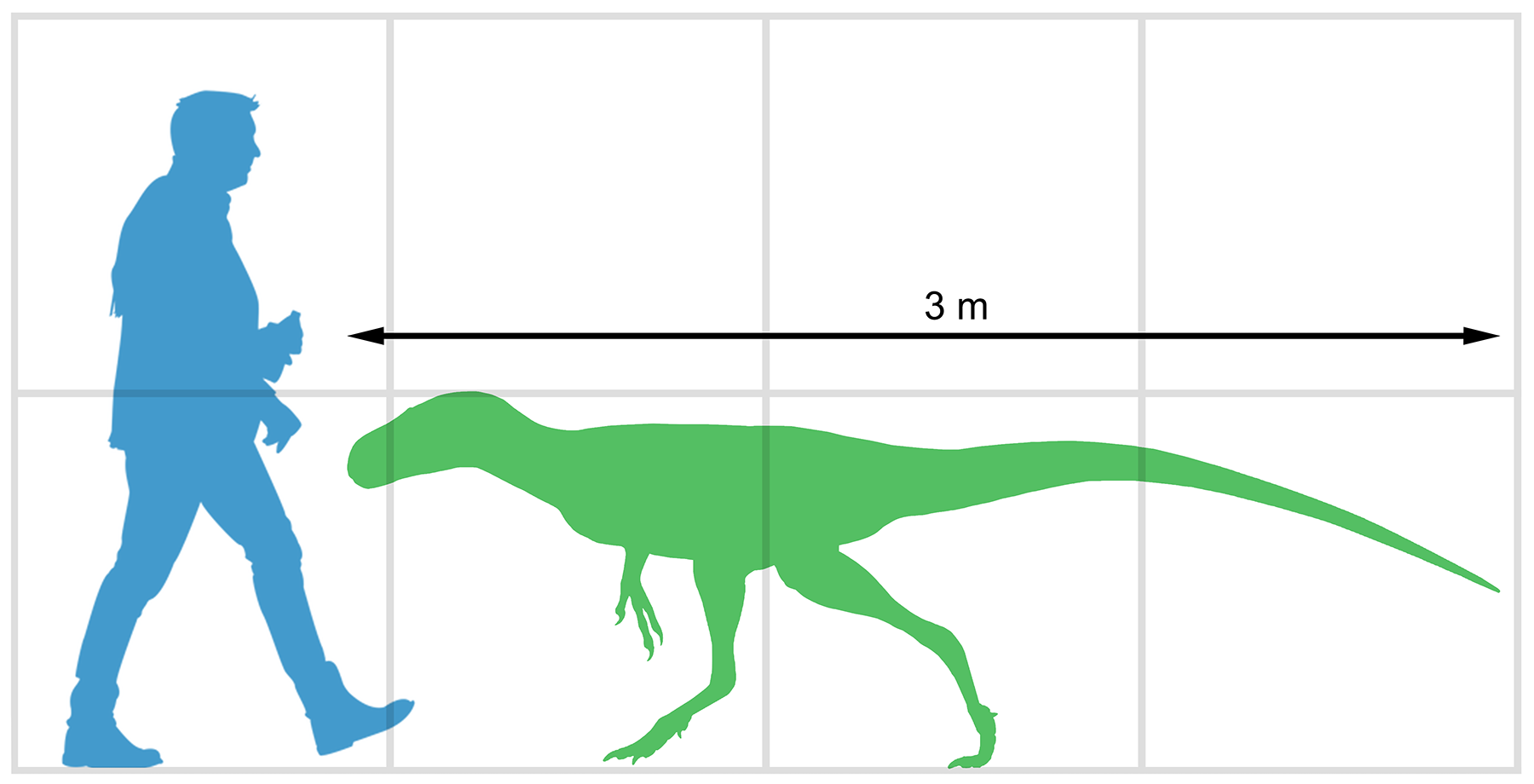
Het holotype is klein maar een jong dier

In 2024 werd geconcludeerd dat de eigenschappen van de poot alleen onderscheidend leken doordat het in feite ging om materiaal van de Caenagnathidae. Echt onderscheidend waren alleen de richel (tussen een dubbele groeve) op het achterblad van het darmbeen en daarnaast dubbele foramina op het surangulare. Dit zijn echter kenmerken die tijdens de rijping van tyrannosauriden kunnen veranderen. De aanwezigheid van een antarticulare kon niet worden bevestigd en was onwaarschijnlijk.

## Fylogenie
Het is onduidelijk bij welke precieze groep Bagaraatan hoort. Osmólska plaatste hem in ieder geval bij de ruimere Avetheropoda. Volgens Holtz (2004) is het een basaal lid van de Tyrannosauroidea, daarvoor meende hij dat Bagaraatan waarschijnlijk bij de meer omvattende Coelurosauria hoorde. Oliver Rauhut beschreef hem als een lid van de Maniraptora, dus van de groep dinosauriërs die zich tot de vogels ontwikkelden en Coria meent dat het een lid van de Troodontidae is. In 2024 werd geconcludeerd dat het een of andere lid van de Tyrannosauridae betreft. De eerdere verwarring zou veroorzaakt zijn doordat in 1996 in wezen een chimaera werd beschreven met ook caenagnathide materiaal.